# Emmanuel Fougerat
Pour les articles homonymes, voir Fougerat.
Emmanuel Fougerat, né le 25 décembre 1869 à Rennes et mort le 3 septembre 1958 à Paris, est un peintre, conservateur de musée et historien d'art français.

## Biographie
Ancien élève de l'École régionale des beaux-arts de Rennes, Emmanuel Fougerat étudie dans l’atelier d'Albert Maignan et dans celui de Jean-Paul Laurens à Paris.
Il est nommé directeur de l’École supérieure des beaux-arts de Nantes. Il est également le fondateur et le conservateur du musée des beaux-arts de cette même ville. Il est nommé chevalier de la Légion d’honneur en 1912. En 1923, il est placé en congé temporaire de l'État français afin de réaliser un mandat de directeur de l'enseignement des beaux-arts de la Province de Québec. Il est professeur d'art et directeur de l'École des beaux-arts de Montréal de 1923 à 1925. En 1924, il participe à la première exposition des artistes français du Groupe de l'Érable dans les locaux du Parlement du Québec.
Emmanuel Fougerat est l’auteur d'ouvrages sur les peintres Albert Besnard, Paul Baudry, Eugène Carrière, Théodore Chassériau, Camille Corot, etc.
C'est un peintre de scènes de genre, de portraits et de nus. Il expose au Salon des artistes français jusqu'en 1945. 
Il meurt à Paris le 3 septembre 1958 et est inhumé dans la 74e division du cimetière parisien de Bagneux.

## Collections publiques
- Musée des Beaux-Arts de Nantes
- Musée d'Art moderne de Paris
- Mairie de Rennes : décoration.
- Musée des Beaux-Arts de Saint-Nazaire (détruit en 1944)
- Musée national des beaux-arts du Québec[8]

## Expositions
- Exposition collective pour le cinquantenaire de l'École des beaux-arts de Rennes, 1931

## Élèves notoires
- Gabriel Charlopeau, vers 1908.
- François Caujan, vers 1918.
- Iris Raquin.
- Paul Seston, de 1920 à 1923.